# Усыновление детей однополыми парами

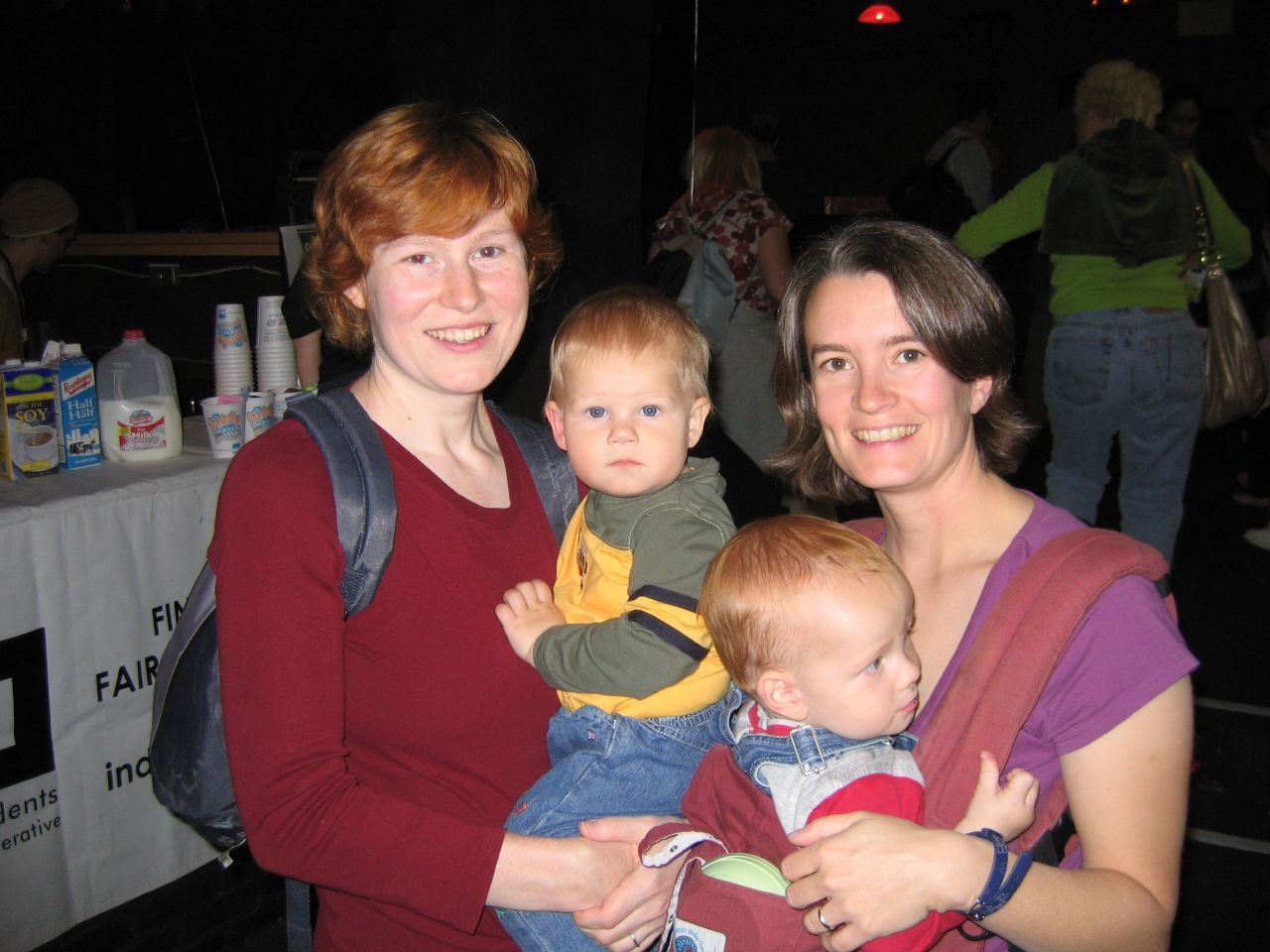
семья лесбиянок с детьми

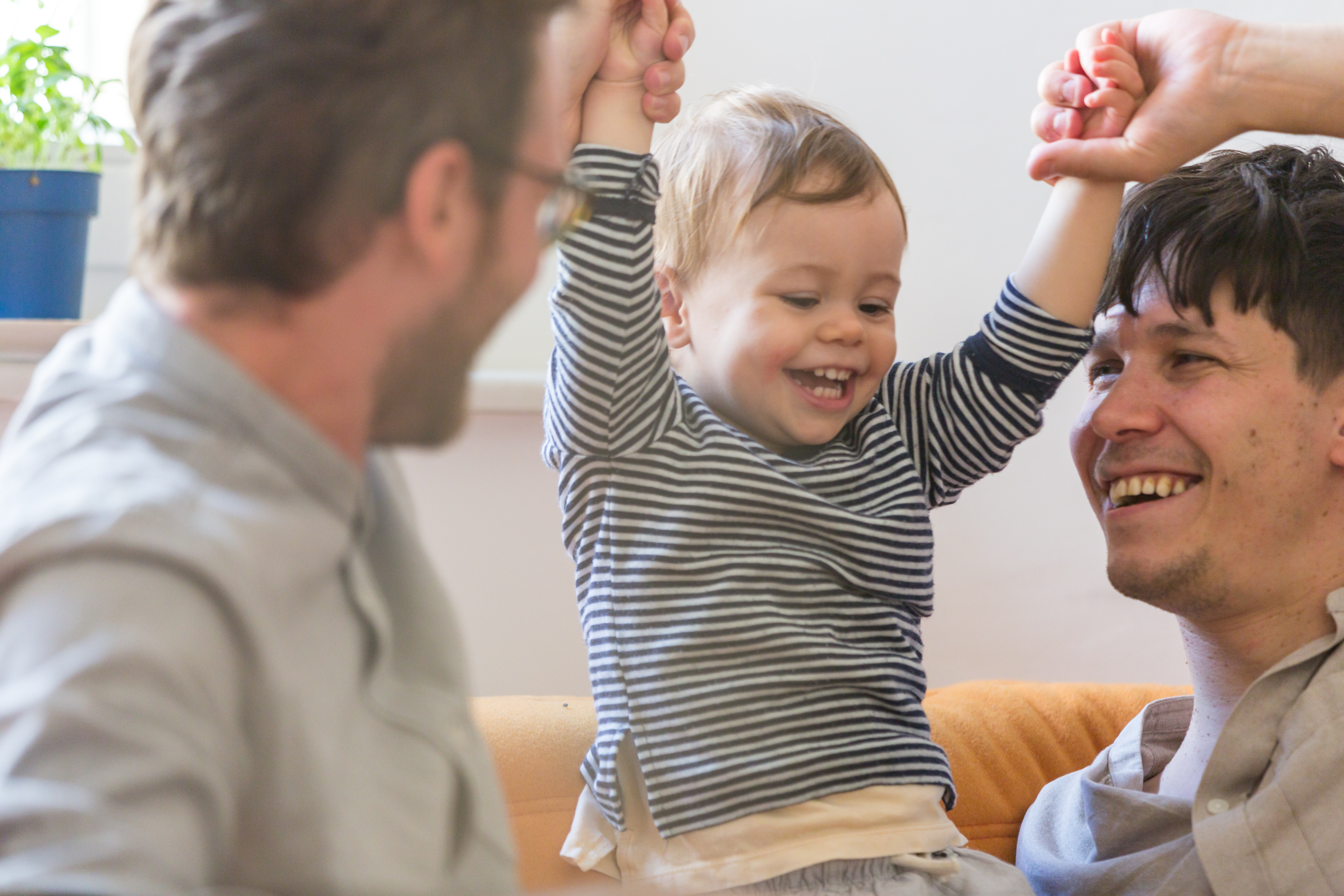
семья геев с ребёнком

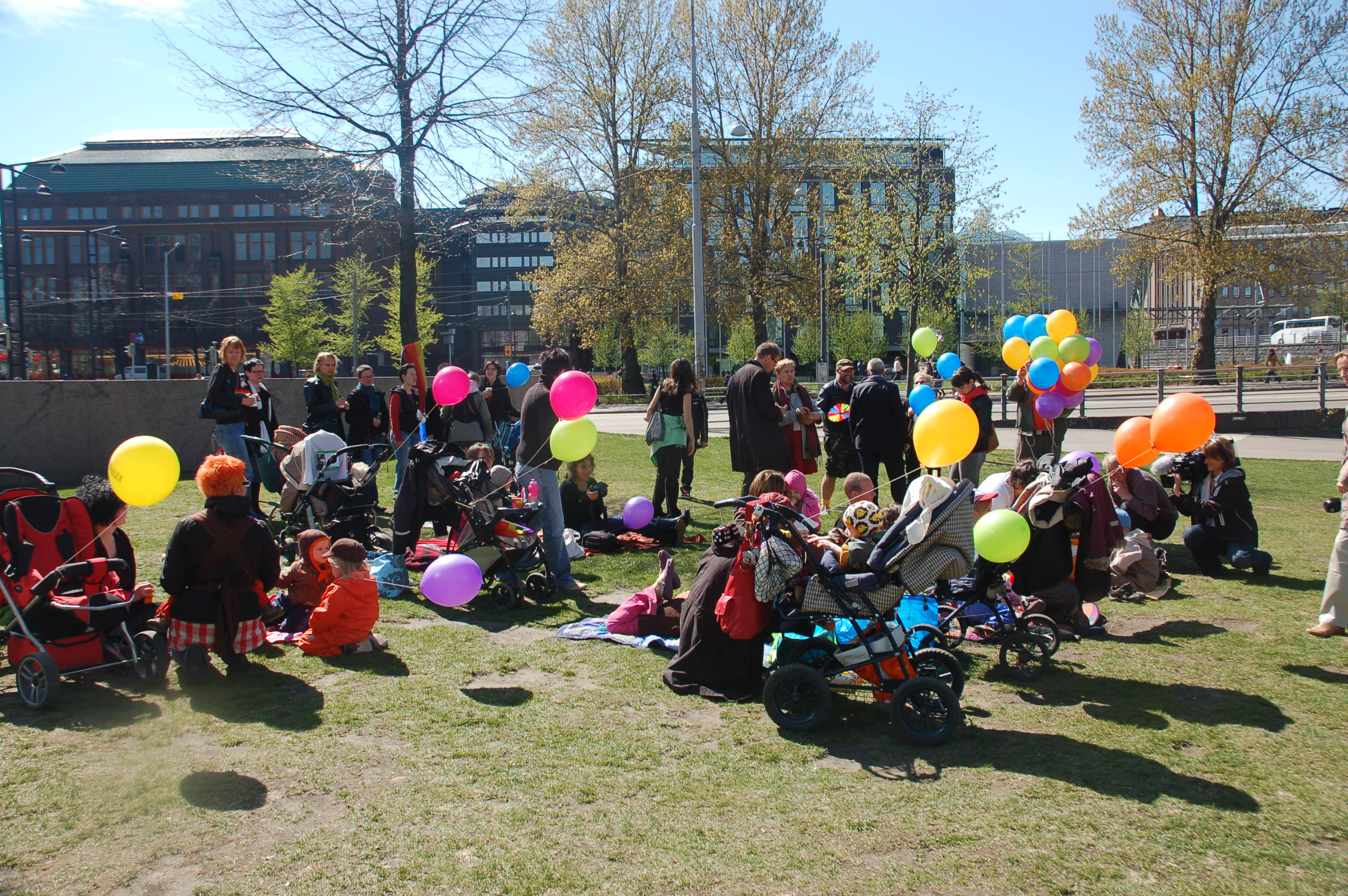
Пикник «радужных семей» в Финляндии

Усыновление и воспитание детей в однополых парах регламентируется законами некоторых стран мира.

## Дети в однополых семьях

### Исследования и дискуссии
Воспитание детей однополыми парами, а также возможность разрешения таким парам усыновления детей или получения ими права пользоваться услугами искусственного оплодотворения и суррогатного материнства является предметом научных и общественных дискуссий. Существуют различные исследования, к которым апеллируют как противники, так и сторонники родительских прав для ЛГБТ. Те и другие пытаются найти ошибки и неточности в исследованиях своих оппонентов. Так в одних научных публикациях существует мнение по поводу отсутствия значимых негативных различий между детьми, усыновлёнными разнополыми и однополыми парами. В то время как другие научные исследования демонстрируют, что дети растущие в однополых семьях в большинстве случаев слонны к определённым видам сильных психологических проблем, а также проблемам с адаптацией в социуме и сильному влиянию на их будущую сексуальную ориентанцию.

### Дефицит приёмных родителей
Многие активисты, выступающие за право однополых пар усыновлять детей, отмечают, что существует дефицит приёмных родителей для определённых категорий детей. В то время как приёмные родители предпочитают усыновлять грудных детей, другие дети более старшего возраста, с инвалидностью, ВИЧ-инфицированные или дети из категории «трудных», могут из года в год кочевать по разным приютам, оставаясь сиротами. Согласно данным Американской академии детской и подростковой психиатрии, «около 30 % детей в приютах имеют серьёзные эмоциональные, поведенческие проблемы или трудности в развитии». Исследование, проведённое Институтом Уильямса из Калифорнийского университета в Лос-Анджелесе, показало, что пары мужчин втрое чаще гетеросексуалов и пар женщин усыновляют детей с инвалидностью. По оценкам исследователей, запрет на усыновление таких детей однополыми парами может принести США убытки в размере от 87 до 130 млн долл. ежегодно.

## Общий обзор ситуации в мире

Усыновление детей однополыми парами в мире
Разрешено совместное усыновление детей
Разрешено усыновление родного ребёнка партнёра

Равные права с гетеросексуальными парами при усыновлении детей, в том числе и право совместного усыновления ребёнка, имеют однополые пары, состоящие в браке или в другой форме зарегистрированного партнёрства, в следующих государствах:
- Австралия (2002 - 2017) (кроме Северной территории)
- Андорра (2014)
- Аргентина (2010)[7]
- Австрия (2016)
- Бельгия (2006)[8]
- Бразилия (2010)[9]
- Великобритания
  -  Англия (2005)[10]
  -  Уэльс (2005)
  -  Шотландия (2005)[11]
  -  Северная Ирландия (2013)[12]
- Германия (2017)
- Дания (2010)[13][14]
  -  Гренландия (2016)
  -  Фарерские острова (2016)
- Израиль (2008)[15][16][17] Однополые браки или однополые гражданские партнерства в Израиле не регистрируются, суррогатное материнство для однополых пар не разрешено, однако в 2018 году Верховный суд Израиля обязал Министерство внутренних дел Израиля записать в качестве родителей усыновленного ребенка двух однополых партнеров[18].
- Ирландия (2016)
- Исландия (2006)[19][20][21]
- Испания (2005)[22]
- Канада (1999—2011)[23][24][25]
- Колумбия (2015)[26]
- Люксембург (2015)
- Мальта (2014)
- Нидерланды (2001)[27]
- Новая Зеландия (2013)[28][29]
- Норвегия (2009)[30][31][32]
- Португалия (2016)
- США (1993—2016 в разных штатах)
- Уругвай (2009)[33][34][35]
- Финляндия (2017)
- Франция (2013)[36]
- Хорватия (2019 - 2020). В декабре 2018 года парламент Хорватии запретил однополым парам усыновлять детей, но в декабре 2019 года административный суд Загреба разрешил однополой паре усыновить ребенка, обязав власти рассмотреть заявку однополой пары на усыновление[37]. 7 февраля 2020 года Конституционный суд Хорватии разрешил брать детей на воспитание на платной основе для лиц, «живущих в неофициальном браке и в неформальных отношениях» (под это определение попали однополые пары)[38].
- Швеция (2003)[39][40]
- ЮАР (2002)[41]

В некоторых странах совместное усыновление разрешено лишь на региональном уровне:
- Мексика:
  - Столичный федеральный округ (2010)[42],
  - Коауила (2014)[43]
  - Кампече (2016)
  - Колима (2016)
  - Мичоакан (2016)
  - Морелос (2016)

Британские коронные земли и заморские территории:
- Остров Мэн (2011)[44]
- Джерси (2012)[45]
- Гибралтар (2014)[46]
- Бермуды (2015)
- Острова Питкэрн (2015)
- Гернси (2016)

В ряде государств один из партнёров (состоящих в браке или гражданском партнёрстве) имеет право усыновить родного (в некоторых странах и ранее усыновленного) ребёнка своего партнёра:
- Эстония (2016) — только родные
- Италия (2016)
- Швейцария (2018) — только родные[47]

## Ситуация в отдельных странах

Усыновление детей в однополых семьях в Северной Америке
Разрешено совместное усыновление
Не регламентируется или неизвестно

Усыновление детей в однополых семьях в Латинской Америке
Совместное усыновление разрешено
Совместное усыновление запрещено
Не регламентируется или неизвестно
Однополые отношения нелегальны

### Европа
На европейском пространстве действует Европейская конвенция об усыновлении детей 1967 года. В 2008 году Европейская конвенция 1967 года была пересмотрена. В частности, в п. 1 (b) ст. 5 была закреплена норма, предусматривающая обязательное получение согласия ребёнка на усыновление, если он находится в достаточно сознательном возрасте (минимальный возраст, с которого требуется получение согласия ребёнка на усыновление, устанавливается государствами-участниками конвенции в рамках национального законодательства, но не может превышать 14 лет). Кроме того, ст. 7 конвенции признает право на усыновление за разнополыми парами, состоящими в зарегистрированных гражданских партнёрствах, а также за одинокими лицами независимо от их сексуальной ориентации. Также конвенция оставляет на усмотрение государств право разрешать усыновление однополым парам, живущим вместе и имеющим устойчивые взаимоотношения.

#### Германия
С 1 января 2005 года гомосексуальные пары, состоящие в зарегистрированном гражданском партнёрстве, получили ограниченное право на усыновление: один из партнеров мог усыновить ребёнка своего партнера, однако только в том случае, если между ребёнком и первым родителем существует кровное родство. 19 февраля 2013 года Конституционный суд ФРГ постановил, что запрет одному партнёру усыновлять уже усыновлённых детей второго партнёра противоречит Конституции страны. Суд обязал федеральное правительство разработать соответствующее законодательство до конца июля 2014 года. Данный вердикт, однако, не касается случаев одновременного совместного усыновления ребёнка однополой парой. Усыновить имеет право лишь один из партнёров, а второй может подать заявление на получение «ограниченных прав по воспитанию ребёнка». После легализации однополых браков с 1 октября 2017 года однополые пары получили право на усыновление детей. Первой однополой супружеской парой в Германии, которой было официально разрешено усыновить ребёнка, стали Михаэль и Кай Корок из Берлина. Уже ранее состоящие в зарегистрированном партнёрстве мужчины заключили брак 2 октября 2017 года и сразу же подали документы на усыновление их подопечного, находящегося у них с момента его рождения. Уже 5 октября их ходатайство было удовлетворено судом.
Использование суррогатного материнства в Германии запрещено (см. § 1 Закона о защите эмбрионов) независимо от того, кто будет родителями ребёнка, — одно- или разнополая пара.

#### Франция
В феврале 2006 года Кассационный суд Франции вынес решение, что оба партнёра в однополом союзе могут иметь родительские права на биологического ребёнка партнёра. Такое решение было вынесено в деле о передаче прав на двух дочерей одной женщины к её партнёрше по гражданскому союзу. Официальное разрешение на усыновление детей однополые пары получили в мае 2013 года с введением в стране однополых браков.

#### Великобритания
Совместное усыновление детей однополыми парами, состоящими в зарегистрированном гражданском союзе, было разрешено в Англии и Уэльсе в 2005 году с введением института гражданских партнёрств. В Шотландии усыновление однополыми парами было разрешено позднее — в 2009 году, в Северной Ирландии — лишь в 2013 году.
Однополые семьи в Англии и Уэльсе пользуются правом усыновления детей активнее, чем разнополые. Исследование юридической компании Wilsons показало, что после легализации однополых браков в Англии и Уэльсе увеличилось количество усыновлений однополыми парами. В Англии и Уэльсе каждая седьмая семья, допущенная службой опеки до усыновления, является однополой. При этом общее количество детей, усыновленных (удочеренных) в Англии и Уэльсе, наоборот, сократилось, что связывают с увеличением доступности современных репродуктивных технологий.

### Канада
| Провинции и территории     | Индивидуальное право гомосексуалов подавать прошение на усыновление | Право гомосексуальных пар на усыновление детей «со стороны» | Право усыновлять биологического ребёнка партнёра |
| -------------------------- | ------------------------------------------------------------------- | ----------------------------------------------------------- | ------------------------------------------------ |
| Альберта                   | Нет сведений                                                        | Да                                                          | Да                                               |
| Британская Колумбия        | Нет сведений                                                        | Да (1996)                                                   | Да                                               |
| Квебек                     | Нет сведений                                                        | Да (2002)                                                   | Да                                               |
| Манитоба                   | Нет сведений                                                        | Да (2002)                                                   | Да                                               |
| Новая Шотландия            | Нет сведений                                                        | Да (2001)                                                   | Да                                               |
| Нью-Брансуик               | Нет сведений                                                        | Да (2007)                                                   | Да                                               |
| Ньюфаундленд и Лабрадор    | Нет сведений                                                        | Да (2002)                                                   | Да                                               |
| Онтарио                    | Нет сведений                                                        | Да (1999)                                                   | Да                                               |
| Остров Принца Эдуарда      | Нет сведений                                                        | Да                                                          | Да                                               |
| Саскачеван                 | Нет сведений                                                        | Да (2001)                                                   | Да                                               |
| Северо-Западные территории | Нет сведений                                                        | Да (2002)                                                   | Да                                               |
| Юкон                       | Нет сведений                                                        | Нет сведений                                                | Нет сведений                                     |

### Россия
Сексуальная ориентация не является ограничением к доступу к вспомогательным репродуктивным технологиям (оплодотворение донорской спермой, суррогатное материнство, экстракорпоральное оплодотворение), но при этом у однополой семьи возникают проблемы с установлением родительства ребёнка, хотя в последнее время суды занимают более открытую позицию.
Между тем, в соответствии с п. 1.1 статьи 127 Семейного кодекса РФ, лица, не состоящие между собой в браке, не могут совместно усыновить одного и того же ребёнка. Кроме того, в соответствии с Федеральным законом N 167-ФЗ от 2 июля 2013 года «О внесении изменений в отдельные законодательные акты Российской Федерации по вопросам устройства детей-сирот и детей, оставшихся без попечения родителей», в статью 127 Семейного кодекса РФ были внесены дополнения, согласно которым усыновление детей запрещается лицам, состоящим «в союзе, заключённом между лицами одного пола, признанном браком и зарегистрированном в соответствии с законодательством государства, в котором такой брак разрешён», а также лицам, являющимся гражданами указанных государств и не состоящим в браке.